# Babelomurex virginiae
Babelomurex virginiae is een slakkensoort uit de familie van de Muricidae. De wetenschappelijke naam van de soort is voor het eerst geldig gepubliceerd in 2004 door Kosuge & Oliverio.